# Кракор папуанський
Кракор папуанський (Drymodes beccarii) — вид горобцеподібних птахів родини тоутоваєвих (Petroicidae). Мешкає на Новій Гвінеї та на островах Ару..

## Таксономія
За результатами генетичного дослідження підвиди північного кракора, які мешкали на острові Нова Гвінея були виділений в окремий вид Кракор папуанський.

## Підвиди
Виділяють три підвиди папуанського кракора:
- D. b. beccarii (Salvadori, 1876) – гори Арфак і Вандаммен, захід Нової Гвінеї
- D. b. brevirostris (De Vis, 1897) – південна і південно-східна Нова Гвінея; острови Ару
- D. b. nigriceps (Rand, 1940) – північна Нова Гвінея на схід до Телефоміну; гори Торічеллі й Адельберта